# Teräsleidit
Teräsleidit è un film del 2020 diretto da Pamela Tola.